# 金井久兵衛
金井 久兵衛（かない きゅうべえ、1906年9月4日 - 1996年11月5日）は、日本の経営者。北陸電力社長を務めた。富山県富山市出身。

## 経歴・人物
1930年に京都帝国大学工学部電気工学科を卒業、1932年に日本海電気に入社した。
1946年、北陸配電社長に就任し、1954年、北陸電力副社長を経て、1959年（昭和34年）9月9日、社長に就任。
1967年11月、北陸経済連合会の初代会長に就任した（1979年4月まで）。
1972年に会長に就任し、1979年には相談役に就任。
1964年11月19日、藍綬褒章を受章し、1976年に勲一等瑞宝章を受章。1968年（昭和43年）11月1日、中経産業功労賞（中部経済新聞社）を受賞。
1996年11月5日、肺疾患のために死去。90歳没。